# Historielied
Een historielied is een lied dat gedicht is naar aanleiding van een als belangrijk ervaren historische gebeurtenis. Meestal wordt het historische feit zelf verhaald, vaak met een actueel-politieke of propagandistische inslag. 

## Geschiedenis
Het oudst bekende Nederlandse historielied verhaalt over de moord op graaf Floris V van Holland door Gerard van Velsen in 1296. Mogelijk ontstond het al in het begin van de veertiende eeuw. De eerste grote golf van historieliederen dateert uit de zestiende eeuw.
Het Antwerps liedboek, waarvan de oudst bewaarde editie uit 1544 dateert, bevat er een vijfentwintigtal, waaronder de afscheidsliederen van Maria van Bourgondië en Catharina van Aragon of het pelgrimslied van Cleve, Horn en Batenburch. Ook in latere eeuwen werd het genre beoefend. Zo kunnen geuzenliederen en verzetsliederen uit de Tweede Wereldoorlog ook als historieliederen beschouwd worden.  

## Historielied in brede zin
In de bredere betekenis wordt de term historielied ook wel voor strijdliederen gebruikt waarin de historische gebeurtenis zelf niet expliciet verhaald wordt. Het oudste voorbeeld van zo'n strijdlied zou het dansliedje 'Hoppe, hoppe, Wilekin, hoppe, Wilekin, Engelond is min ant tin' kunnen zijn, dat in een Engelse kroniek uit  de eerste helft van de dertiende eeuw is overgeleverd. Het liedje zou gezongen zijn tijdens een gewapend conflict dat plaatsvond in 1173 tussen koning Hendrik II van Engeland en een van zijn zonen, waarin ook Vlamingen een belangrijke rol hebben gespeeld.
Ook het Kerelslied kan als zo'n strijdlied worden beschouwd: het zou volgens een recente hypothese tijdens de Gentse oorlog (1379-1385) door Brugse partijgangers van de Vlaamse graaf Lodewijk van Malezijn gezongen. In die betekenis zou ook het Wilhelmus als een historielied kunnen worden beschouwd. 

## Formele kenmerken
Lengte en vorm van historieliederen kunnen sterk variëren. Eenvoudige strofevormen, die we ook in ballades aantreffen, overheersen. Maar ook rederijkers hebben het genre beoefend en gebruikten veel ingewikkelder strofevormen met middenrijm, binnenrijm, overlooprijm enzovoort. Een voorbeeld van zo'n rederijkerslied is 'Van den Keyser' uit het Antwerps Liedboek, op de keizerskroning van Karel V in 1520.

## Vindplaatsen
Historieliederen komen in zowel handgeschreven als gedrukte bronnen voor. Vaak zijn ze in kronieken opgenomen. Zo wordt het lied op de moord van Floris V onder meer aangetroffen in Jan van der Does' uitgave van de Rijmkroniek van Melis Stoke (Leiden 1591). Een ander voorbeeld is een strijdlied dat voorkomt in een vroegzestiende-eeuwse Mechelse prozakroniek. Ook komen historieliederen voor in liedverzamelingen. Zo treffen we het Kerelslied in het Gruuthuse-handschrift aan en bevat het Antwerps Liedboek talrijke historieliederen.
Een type verzameling dat vanaf de zestiende eeuw bijzonder succesrijk wordt, is het album amicorum waarin vrienden van de eigenaar of eigenares liederen en gedichten noteerden. Ook werden veel historieliederen verspreid op losse bladen, die door straatzangers aan de man werden gebracht.

## Voorbeelden
Enkele voorbeelden van historieliederen met een artikel op Wikipedia zijn:
- Historielied op Catharina van Aragon
- Cleve, Horn en Batenburch
- Historielied op Floris V